# دينيسي غرين
دينيسي غرين (بالإنجليزية: Denise Green)‏ هي رسامة أمريكية، ولدت في 1946 في ملبورن في أستراليا.